# NGC 1090
NGC 1090 est une galaxie spirale barrée située dans la constellation de la Baleine. NGC 1090 a été découverte par l'astronome germano-britannique William Herschel en 1785.

## Caractéristiques
Sa vitesse par rapport au fond diffus cosmologique est de 2 522 ± 16 km/s, ce qui correspond à une distance de Hubble de 37,2 ± 2,6 Mpc (∼121 millions d'al).
À ce jour, 31 mesures non basées sur le décalage vers le rouge (redshift) donnent une distance de 28,477 ± 6,541 Mpc (∼92,9 millions d'al), ce qui est tout juste à l'extérieur des valeurs de la distance de Hubble. Notons cependant que c'est avec la valeur moyenne des mesures indépendantes, lorsqu'elles existent, que la base de données NASA/IPAC calcule le diamètre d'une galaxie et qu'en conséquence le diamètre de NGC 1090 pourrait être d'environ 46,5 kpc (∼152 000 al) si on utilisait la distance de Hubble pour le calculer.
La classe de luminosité de NGC 1090 est II-III et elle présente une large raie HI.

## Paire de galaxies
Les galaxies NGC 1090 et NGC 1121 sont dans la même région du ciel et selon l'étude réalisée par Abraham Mahtessian, elles forment une paire de galaxies.

## Supernova
Deux supernovas ont été découvertes dans NGC 1090 : SN 1962K et SN 1971T,.

### SN 1962 K
Cette supernova a été découverte le 3 septembre 1962 par l'astronome polonais Konrad Rudnicki. Le type de cette supernova n'a pas été déterminé.

### SN 1971T
Cette supernova a été découverte le 23 novembre 1971 l'astronome américain Charles Kowal. Le type de cette supernova n'a pas été déterminé.